# Marquesado de Montelo

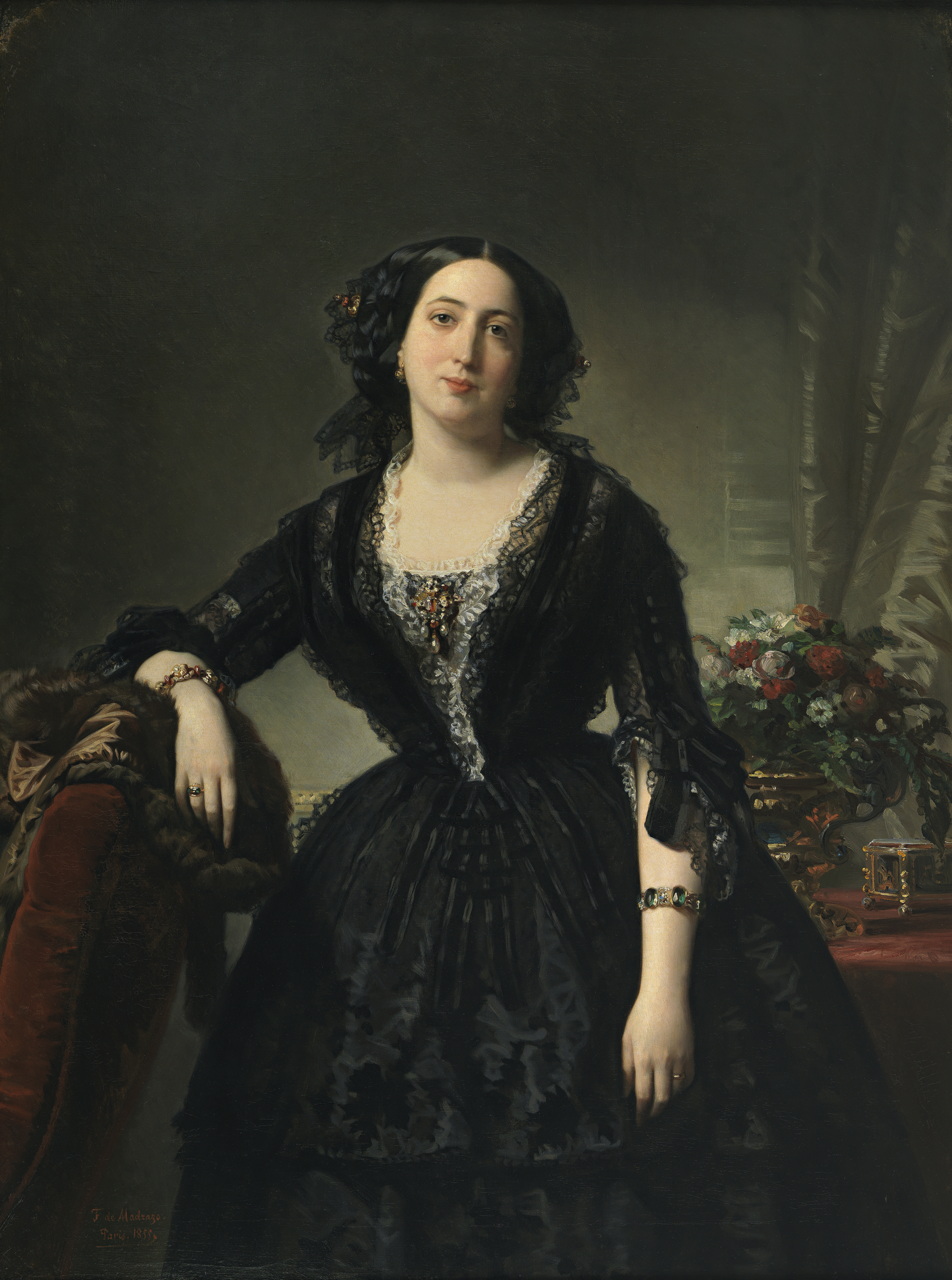
La Marquesa de Montelo, retratada en 1855 por Federico de Madrazo (Museo del Prado, Madrid). La cubana María de los Dolores de Aldama y Alfonso (1819-1884), natural de Matanzas, era hermana del primer marqués de Santa Rosa y estaba casada con su primo carnal José Ramón de Alfonso y García de Medina (1810-1881), primer marqués de Montelo, natural de La Habana, senador vitalicio nombrado por la Corona. Su hijo Julio de Alfonso y Aldama (1842-1906), II marqués de Montelo, fue senador electo por Cuba y murió sin descendencia. Dejaba por inmediata sucesora a su hermana Celina de Alfonso y Aldama (1839-1919), duquesa de Rivas, que le sobrevivió doce años pero no tituló por el marquesado. La duquesa, hija también de la retratada, era dama de la Orden de María Luisa; había casado en 1864 con Enrique Ramírez de Saavedra y Cueto (1828-1914), IV duque de Rivas, y en su testamento legó el cuadro al desaparecido Museo de Arte Moderno, de cuyo fondo pasó al del Prado. El legado fue aceptado por Real Orden del 20 de febrero de 1920.

El marquesado de Montelo es un título nobiliario español. Fue concesión de la reina Isabel II, mediante Real Decreto del 16 de abril de 1864 y Real Despacho del 21 de noviembre siguiente, en favor de José Ramón de Alfonso y García de Medina, natural y hacendado de la isla de Cuba, senador vitalicio nombrado por el rey Alfonso XII, individuo de número de la Real Sociedad Económica de Amigos del País de La Habana, caballero gran cruz de la Orden de Carlos III y maestrante de Zaragoza.

## Lista de marqueses de Montelo
|                        | Titular                                  | Periodo                |
| Creación por Isabel II | Creación por Isabel II                   | Creación por Isabel II |
| ---------------------- | ---------------------------------------- | ---------------------- |
| I                      | José Ramón de Alfonso y García de Medina | 1864-1881              |
| II                     | Julio de Alfonso y Aldama                | 1883-1906              |
| III                    | Elsa de Anduaga y Saavedra               | 1935-1938              |
| «IV»                   | Francisco Belda y Anduaga                | 1941-1969              |
| IV                     | Juan Luis Belda y Anduaga                | 1969-1983              |
| V                      | Juan Martín Belda y Montojo              | 1983-2015              |
| VI                     | José Sainz y Armada                      | 2015-hoy               |

## Historia genealógica
El marquesado fue creado en 1864 en favor de

• José Ramón Paulino Luis de Alfonso y García de Medina (1810-1881), I marqués de Montelo, senador vitalicio del Reino (nombrado por Real Decreto de Alfonso XII del 10 de abril de 1877), individuo de número de la Real Sociedad Económica de Amigos del País de La Habana, caballero gran cruz de la Orden de Carlos III y maestrante de Zaragoza. Nació en La Habana el 22 de junio de 1810, hijo de Luis de Alfonso y Soler y Yáñez de Novoa y de María del Carmen García de Medina y Bonilla, su primera mujer. Falleció en Cuba el 28 de diciembre de 1881.

Casó en La Habana en enero de 1835 con María de los Dolores de Aldama y Alfonso (1819-1884), su prima carnal, que nació en la ciudad de Matanzas el 13 de abril de 1819, fue bautizada en la Catedral el siguiente día 23, y falleció en La Habana el 18 de julio de 1884. Esta marquesa de Montelo (retratada por Madrazo) fue poetisa y novelista, y en los salones de su casa de Madrid reunía una famosa tertulia artística y literaria. Era hermana del habanero Miguel de Aldama y Alfonso, I marqués de Santa Rosa, e hija de Domingo de Aldama y Aréchaga, opulento hacendado y traficante de esclavos cubano de origen vasco, y de María Rosa de Alfonso y Soler, su mujer. Los Aldama, además del capital invertido en banca, ferrocarriles y vapores, poseían varios ingenios azucareros en Cuba, entre ellos el de San Cayetano de Matanzas. Fueron padres de
1. Julio de Alfonso y Aldama, que sigue.
2. María Celina de Alfonso y Aldama (1839-1919), dama noble de María Luisa, que nació en París el 5 de diciembre de 1839 y falleció en Madrid el 14 de febrero de 1919. Casó en la capital francesa el 10 de agosto de 1864 con Enrique Ramírez de Saavedra y Cueto (1828-1914), IV duque de Rivas, grande de España de 1.ª clase, marqués de Andía, de Auñón, de Villasinda y de Bogaraya, senador del Reino electo y vitalicio, ministro plenipotenciario de S.M.C. en Florencia, académico numerario de la Española, caballero del Toisón de Oro, gran cruz de Carlos III y maestrante de Sevilla, gentilhombre de Cámara de S.M. con ejercicio y servidumbre, que nació en La Valeta (Malta) el 13 de septiembre de 1828 y falleció en Madrid el 7 de noviembre de 1914. Hijo de .

Por Real Carta de 1883 sucedió su hijo

• Julio de Alfonso y Aldama (1842-1906), II marqués de Montelo, senador del Reino, que nació en La Habana el 22 de mayo de 1842 y murió sin descendencia en Cuba el 13 de octubre de 1906.

Después de los días de este señor, el marquesado de Montelo vacó durante unos treinta años.

Por acuerdo de la Diputación de la Grandeza de 1935 sucedió su sobrina nieta

• Elsa de Anduaga y Saavedra (1898-1938), III marquesa de Montelo, que nació en Aranjuez (Madrid) el 19 de noviembre de 1898 y falleció en Bayona (Pontevedra) el 15 de noviembre de 1938.

Casó en Madrid el 7 de mayo de 1929 con Francisco José Belda y Méndez de San Julián (1888-1935), secretario general del Banco de España, académico de la Real de Jurisprudencia y Legislación. Hijo primogénito de Francisco José Belda y Pérez de Nueros (1859-1930), subgobernador de la misma entidad y vicepresidente del Consejo Superior Bancario, gran cruz de Isabel la Católica, medalla de oro al Trabajo, y de Rosa María Méndez de San Julián y Belda (1861-1835), su mujer y prima segunda, III marquesa de Cabra. Francisco falleció el 28 de octubre de 1935, solo dos meses y medio después que su madre, por lo que no sucedió en el marquesado de Cabra. Fueron padres de
1. María del Consuelo Belda y Anduaga, que casó con el alemán Hans Hofheinz Spiess, hermano de la actual marquesa viuda de Cabra. Padres de Catalina e Isabel Hofheinz y Belda.
2. Rosa Belda y Anduaga, que falleció en Madrid el 1.º de enero de 1984.[3] Casó con Juan José Fernández de Luz y Fernández de la Poza. Padres de Elsa, María de los Reyes, Juan y Clara Fernández de Luz y Belda.
3. Francisco Belda y Anduaga, que sigue.
4. Y Juan Luis Belda y Anduaga, que seguirá.

Por acuerdo de la Diputación de la Grandeza de 1941 (que no fue convalidado tras el restablecimiento de la legislación nobiliaria en España) sucedió su hijo primogénito

• Francisco Belda y Anduaga (1930-2019), IV marqués de Cabra, caballero del Real Cuerpo de la Nobleza de Madrid, que durante un tiempo fue también llamado «IV marqués de Montelo», pero no tituló por esta merced. Nació el 13 de febrero de 1930 en Madrid, donde falleció el 16 de enero de 2019. Casó el 24 de mayo de 1969 en el santuario del santuario del Cristo de Rivas con Ingeborg Hofheinz Spiess, actual marquesa viuda de Cabra, nacida en Heidelberg (Alemania), y tuvieron dos hijas:
1. Regina María de la Sierra Belda y Hofheinz, inmediata sucesora en el marquesado de Cabra, nacida en Madrid el 26 de septiembre de 1970. Casó el 8 de julio de 1999 con Carlos Cavero y Martínez de Campos, hijo de los marqueses del Castillo de Aysa y barones de Carondelet, y tienen tres hijas: Andrea, Regina y Mariana Cavero y Belda.
2. Y Sylvia María de la Sierra Belda y Hofheinz, licenciada en Medicina, nacida en Madrid el 23 de marzo de 1974 y casada con el también médico Francisco Javier Pizones y Arce. Padres de Marta, Anna y Elena Pizones y Belda.

Por renuncia del anterior y Carta de 1969 sucedió su hermano

• Juan Luis Belda y Anduaga (1934-1983), IV marqués de Montelo, abogado, consejero secretario de la Corporación Hispano-Británica del Acero, caballero del Real Cuerpo de la Nobleza de Madrid y de la Real Hermandad del Santo Cáliz de Valencia, que nació en Madrid el 18 de julio de 1934 y falleció en Nueva York el 10 de febrero de 1983.

Casó el 11 de junio de 1964 con María Cristina Montojo y Alonso-Sañudo, actual marquesa viuda de Montelo, nacida en Madrid el 30 de agosto de 1941.

Por Real Carta del 14 de diciembre de 1983 sucedió su hijo

• Juan Martín Belda y Montojo, V marqués de Montelo (hasta 2015), nacido en Madrid el 10 de mayo de 1969.

### Actual titular
En ejecución de sentencia, y por Real Carta del 16 de octubre de 2015, sucedió su primo segundo

• José Sainz y Armada (n. 1959), VII duque de Rivas, VI y actual marqués de Montelo, grande de España, hijo de José Victoriano Sainz y Ramírez de Saavedra (1924-2005), VI duque de Rivas, y de María de la Paz Armada y Comyn, la actual duquesa viuda, de los marqueses de Rivadulla. La línea por la que desciende del primer marqués de Montelo se expone en la voz Ducado de Rivas.

Está casado con Paloma Primo de Rivera y García-Lomas, hija de Fernando Primo de Rivera y Urquijo, conde de San Fernando de la Unión, y de María de la Asunción García-Lomas y Uhagón, su mujer. Tienen tres hijos:
1. José Sainz y Primo de Rivera (n. 1997),
2. Juan Sainz y Primo de Rivera (n. 2000)
3. e Ignacio Sainz y Primo de Rivera (n. 2001).